# Historique du parcours européen du Nîmes Olympique
 (avril 2024).
- Si vous ne connaissez pas le sujet, laissez ce bandeau (vous pouvez alors contacter les auteurs).
- Si vous supprimez le contenu mis en cause (vous pouvez préalablement contacter les auteurs),

argumentez précisément cette suppression dans la page de discussion
(un manque de référence n'est pas un argument ; une recherche réelle de référence doit avoir été effectuée, être formellement documentée).
Dernière mise à jour : 30 mars 2024.
L’histoire du Nîmes Olympique dans les compétitions européennes débute en 1971 par une participation en Coupe UEFA. Après une deuxième participation à cette même compétition en 1972, le club a dû attendre vingt-quatre ans et une première qualification en Coupe d'Europe des vainqueurs de coupe à la suite de la finale perdue en Coupe de France face à l'AJ Auxerre. Depuis sa fondation en 1937, le club languedocien a donc pris part à deux coupes UEFA et une coupe des coupes.

## Coupe UEFA 1971-1972
Après avoir terminé quatrième de la Division 1 1970-1971, le Nîmes Olympique (NO) participe à la première Coupe UEFA de l'histoire et rencontre le club portugais du Vitória de Setúbal. Par la même occasion, le NO devient le premier club de football languedocien à disputer une rencontre dans une compétition officielle européenne. Le match aller du premier tour se déroule à l'Estádio do Bonfim et voit une défaite nîmoise (1-0). Au match retour au Stade Jean-Bouin, le NO voit Jacques Vergnes revenir de blessure après sa sortie à la mi-temps lors de la première rencontre au Portugal. Le club gardois s'impose 2-1 grâce à des buts de Jean-Pierre Adams et de Octávio Machado (contre son camp) mais est éliminé en raison de la règle des buts marqués à l'extérieur.
| Club            | Aller | Total  | Retour | Club               |
| --------------- | ----- | ------ | ------ | ------------------ |
| Nîmes Olympique | 0 - 1 | 2 - 2E | 2 - 1  | Vitória de Setúbal |

## Coupe UEFA 1972-1973
En finissant vice-champion de France 1971-1972, le Nîmes Olympique prend de nouveau part au premier tour de la Coupe UEFA. Cette fois-ci, le NO accueille en premier le club du Grasshopper Club Zurich qui est alors leader du championnat suisse. Nîmes s'incline dans les deux rencontres sur le même score (2-1) sans pouvoir réellement rivaliser avec son adversaire.
| Club            | Aller | Total | Retour | Club               |
| --------------- | ----- | ----- | ------ | ------------------ |
| Nîmes Olympique | 1 - 2 | 2 - 4 | 1 - 2  | Grasshopper Zurich |

## Coupe d'Europe des vainqueurs de coupe 1996-1997
En accédant à la finale de coupe de France face à l'AJ Auxerre en 1996, le Nîmes Olympique récupère la place qualificative attitrée aux clubs français en seizième de finale de la Coupe d'Europe des vainqueurs de coupe. Ainsi, le Nîmes Olympique participe pour la première fois à cette compétition et affronte dans un premier temps le club hongrois du Budapest Honvéd. Les Crocodiles, qui évoluent alors en National, parviennent à créer l'exploit et s'imposent 3-1 à domicile lors du match aller. La performance est réitérée lors du match retour avec une nouvelle victoire en Hongrie (2-1).
Pour les huitièmes de finale, Nîmes affronte l'AIK Fotboll. Au match aller, le NO est rapidement dépassé et encaisse deux buts dans le premier quart d'heure de jeu. Cette différence empêchera toute remontée par la suite malgré la réduction du score de Sébastien Fidani en fin de rencontre (1-3). Au match retour, Antoine Di Fraya, blessé aux adducteurs, et Johnny Ecker, handicapé par une entorse à la cheville, sont remplaçants alors qu'Antoine Préget n'est lui pas retenu dans le groupe. Par conséquent, l'entraîneur Pierre Mosca aligne en défense deux joueurs de 19 ans formés au club, Laurent de Palmas et Mohamed Benyachou. Bien qu'il remporte une victoire prestigieuse au match retour (1-0), le Nîmes Olympique sort de la compétition. Au tour suivant, le club suèdois affronte le FC Barcelone.
| Club            | Aller | Total | Retour | Club            |
| --------------- | ----- | ----- | ------ | --------------- |
| Nîmes Olympique | 3 - 1 | 5 - 2 | 2 - 1  | Budapest Honvéd |
| Nîmes Olympique | 1 - 3 | 2 - 3 | 1 - 0  | AIK Fotboll     |